# Godfried Bomans
Godfried Jan Arnold Bomans (Den Haag, 2 maart 1913 – Bloemendaal, 22 december 1971) was een Nederlands schrijver, columnist en mediapersoonlijkheid.
Bomans heeft meer dan zestig boeken en vele andere geschriften op zijn naam staan. Hij werd in Nederland bij het grote publiek populair als literair schrijver door zijn roman Erik of het klein insectenboek, dat in het verschijningsjaar 1941 tien drukken kende. Populaire werken na de Tweede Wereldoorlog waren de strip Pa Pinkelman in de Volkskrant, en later zijn columns op de voorpagina van die krant, zijn stukken in Elsevier, en zijn radio- en tv-optredens. Hoewel in de jaren 1960 nog niet veel schrijvers op tv te zien waren, verscheen hij wel geregeld in allerlei programma's, waardoor hij ook bekend werd bij kijkers die zijn boeken en columns niet lazen. 
Bomans was een groot kenner van het literaire werk van Charles Dickens. Hij speelde een belangrijke rol bij het tot stand komen van de Nederlandse vertaling van diens complete oeuvre, dat in de jaren 1950 in een reeks pocketboeken door uitgeverij Het Spectrum werd uitgegeven. De langverwachte biografie over Dickens heeft Bomans echter nooit geschreven.
Bomans stond zowel bekend om zijn lichte humor, waarvoor hij zelf graag de term "scherts en jokkernij" bezigde, als om zijn ernst en bedachtzaamheid. Hij heeft tijdens zijn leven geen officiële erkenning gekregen in de vorm van een literaire prijs.

## Biografie

### Jeugd
Godfried was een zoon van Johannes Bernardus Bomans (1885-1941) en Arnoldina Josephina Oswalda Reynart (1883-1955) en werd vernoemd naar zijn peetoom Godefridus (Frits) Keunen (1853-1914), die getrouwd was met een halfzuster van Bomans' moeder. In latere verhalen komt regelmatig een oom Frits voor. Godfrieds grootvader van vaders kant, Johannes Michiel Bomans (1850-1909), is directeur van het Haarlems Dagblad geweest.
In 1913 begon zijn vader een advocatenpraktijk in Haarlem waarheen de familie verhuisde; Godfried was nog maar een paar maanden oud. Hij heeft zich zijn leven lang Haarlemmer gevoeld. Zijn vader werd voor de Roomsch-Katholieke Staatspartij gekozen tot lid van de Tweede Kamer, wat hij tot 1929 bleef. Bomans sr. was ook, tot zijn onverwachte overlijden in 1941, gedeputeerde van de provincie Noord-Holland en zelfs in 1940 enkele maanden plaatsvervangend commissaris van de koningin voor deze provincie, ook ten tijde van de Duitse inval. Vader Bomans, sinds 1933 woonachtig op het landgoed Berkenrode in Heemstede, publiceerde onder andere een geruchtmakende serie historische romans, de Donald-cyclus, onder het pseudoniem J.B. van Rode.
Reeds als middelbare scholier had Bomans literaire belangstelling; zo was hij redacteur van schoolkranten en publiceerde hij korte verhalen, ook in literaire tijdschriften en studentenbladen.
In 1926 ging Bomans naar het Triniteitslyceum in Overveen en van 1933 tot 1939 studeerde hij aan de Universiteit van Amsterdam. Hij behaalde er zijn kandidaatsexamen Rechten in 1936. Van 1938 tot 1939 was Bomans redacteur van het studentenweekblad Propria Cures. In 1939 vertrok hij plotseling naar Nijmegen, waar hij zich inschreef als student wijsbegeerte. Hij werd er actief lid van het culturele Corpsdispuut ter Sociëteit De Gong. In 1941 verloofde Bomans zich met Gertrude Maria ('Pietsie') Verscheure (1921-2022).

### Debuut
Bomans debuteerde in 1932, onder het pseudoniem Bernard Majorick, met Drijfjacht en Gebed voor Nederland.
In datzelfde jaar schreef hij ook het historische toneelstuk Bloed en liefde, waarin zijn karakteristieke humor al duidelijk herkenbaar is.

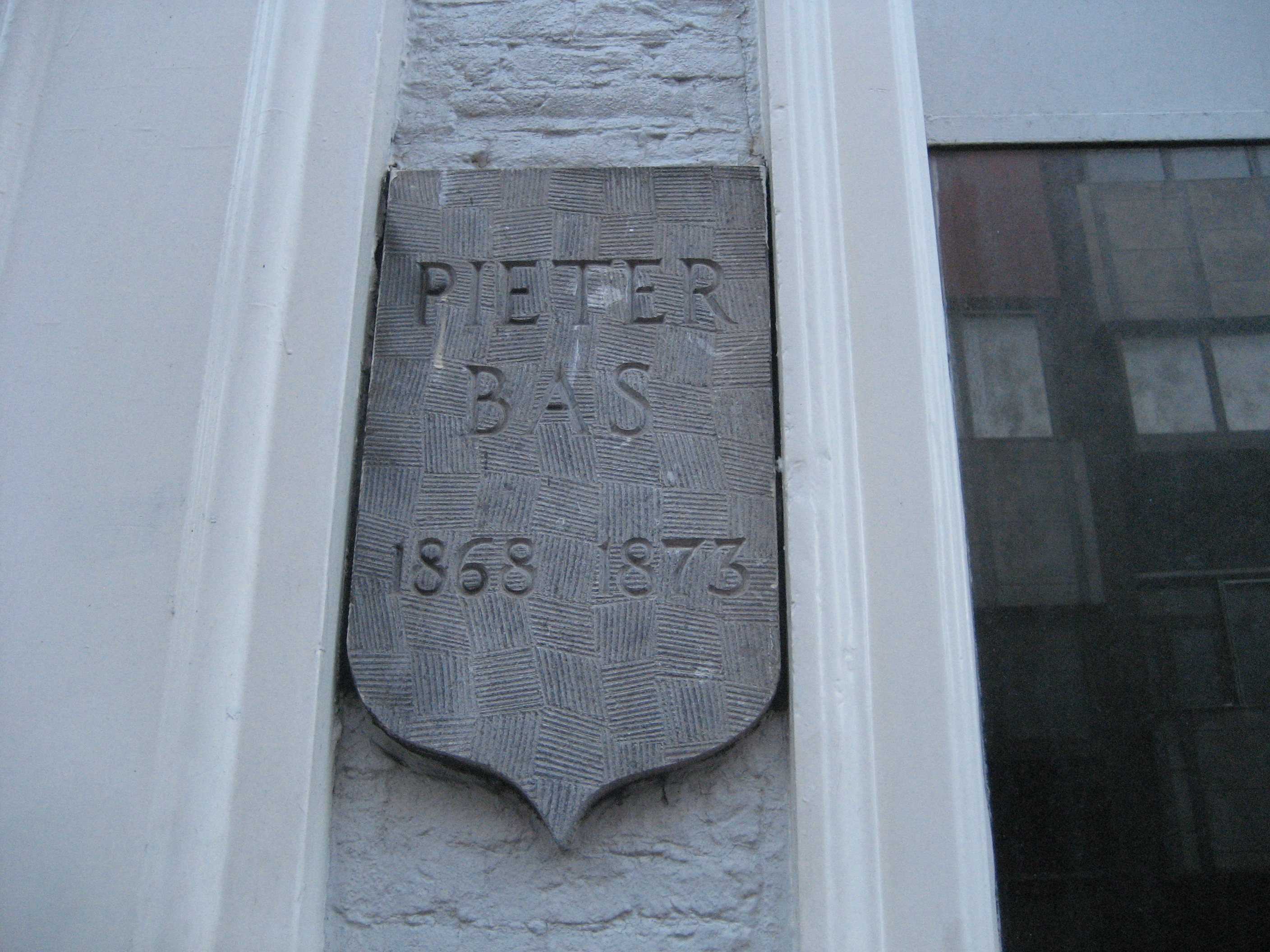
Gevelsteen voor Pieter Bas.
(Breestraat, Leiden)

De eerste druk van Pieter Bas verscheen in december 1936, met tekeningen van zijn jeugdvriend Harry Prenen die ook latere boeken van Bomans zou illustreren. Met Prenen richtte hij in hetzelfde jaar de "Rijnlandsche Academie" op, een pseudogewichtig genootschap waarmee zij de aangekondigde demping van de Haarlemse Bakenessergracht wilden voorkomen. Zij slaagden overigens in hun opzet. De Rijnlandsche Academie werd daarna vooral in een uitvoerige, maar nooit gepubliceerde correspondentie voortgezet.
Eind 1939 schreef hij, nog steeds in Nijmegen, het werk: Erik of het klein insectenboek dat in december 1940 werd uitgegeven bij Het Spectrum.
In 1941 was hij voor het eerst officieel Sinterklaas, in Nijmegen. Ook later zou hij bij intochten op tv in die rol optreden. In 1943 gaf hij zijn studie op en verhuisde terug naar Haarlem. Tijdens de Duitse bezetting in de Tweede Wereldoorlog bood Bomans onderdak aan Joodse onderduikers. Zo zat de Joodse muzikant Hans Lichtenstein bij hem ondergedoken. 
Op 14 april 1944 trouwde hij in Nijmegen met Pietsie Verscheure. Tijdens het huwelijk werd een dochter geboren, in 1960. Zij werd echter niet door Bomans verwekt, maar door de beeldhouwer Mari Andriessen, een goede bekende van het echtpaar. Voor de buitenwereld bleef Bomans de vader. Tegen het eind van de oorlog dook hij onder in Aerdenhout en het Verscholen Dorp (een schuilplaats voor onderduikers in de bossen in het zuiden van de gemeente Nunspeet), toen er razzia's werden gehouden voor gedwongen tewerkstelling in nazi-Duitsland. Het kerkelijk huwelijk vond pas na de oorlog plaats, op 17 augustus 1945.
Bomans had twaalf jaar (van 1940 tot 1952) nodig om de Pickwick Papers van Dickens te vertalen. Na de Tweede Wereldoorlog was er veel werk voor hem. Hij werd aangesteld als kunstredacteur van de Volkskrant (tot 1946) en redacteur bij Elseviers Weekblad (tot 1949). Zijn strip Pa Pinkelman en Tante Pollewop, vanaf november 1945 in de Volkskrant, met tekeningen van Carol Voges, is een begrip geworden. De strip werd in 1976 door de KRO voor televisie bewerkt, met Ton van Duinhoven in de rol van Pa Pinkelman en Maya Bouma als Tante Pollewop.
In 1950 riep Bomans de Haarlemmers op om lid te worden van de op te richten Haarlemse Sociëteit Teisterbant. De sociëteit, die onder haar 180 leden Lodewijk van Deyssel, Mari Andriessen, Harry Mulisch en Anton Heyboer telde, heeft haar stichter niet lang overleefd.
In 1956 richtte hij de Haarlem Branch van de Dickens Fellowship op, die hij de eerste jaren als president zou voorzitten.

### Mediapersoonlijkheid

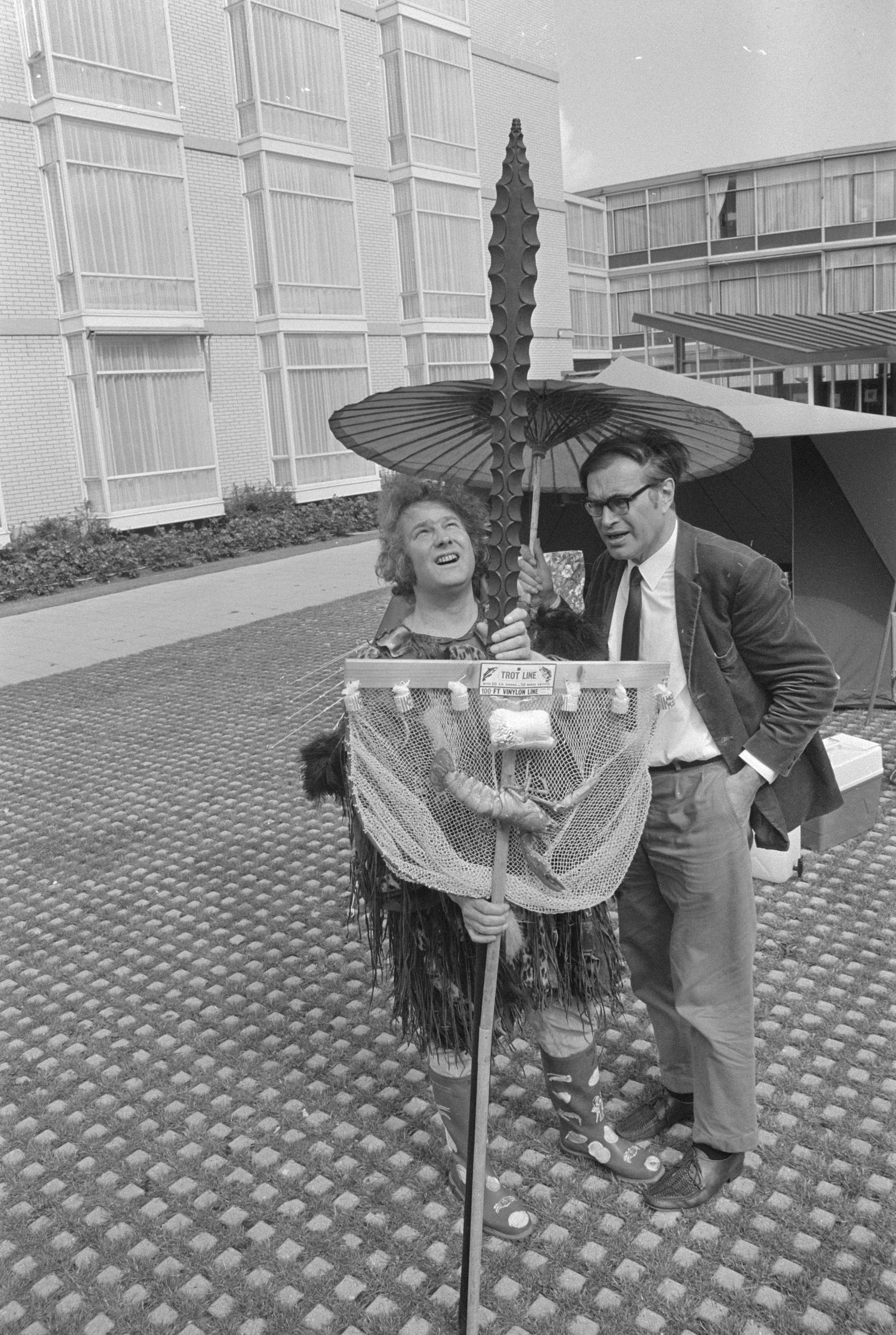
Persconferentie van Jan Wolkers en Godfried Bomans over hun verblijf op Rottumerplaat

Naast zijn bekendheid als schrijver trok Bomans de aandacht door optredens in radio- en televisieprogramma's, zoals Kopstukken en Bomans in triplo, waarin Bomans vraaggesprekken voert met zijn eigen broer en zus, die beiden een groot deel van hun leven in een klooster hebben doorgebracht. Hij werd een mediapersoonlijkheid, voor die tijd een nieuw fenomeen. Uitzendingen zoals Bomans in Vlaanderen en Bomans in Israël vestigden de aandacht even sterk op hemzelf als op zijn onderwerpen.
Het boekje Kopstukken beleefde de 27e uitgave in 1983 als Elsevier Parel pocket.
In 1971 verbleef Bomans, op uitnodiging van VARA en AVRO, een week alleen op het onbewoonde Waddeneiland Rottumerplaat. Hij maakte er dagelijkse radioverslagen, getiteld Alleen op een eiland, over zijn ervaringen met Willem Ruis als zijn gesprekspartner in Warffum. Deze radioverslagen zijn als luisterboek in 2006 op 6 cd's verschenen. Het primitieve verblijf lag hem niet; vrijwel zeker heeft het hem een terugslag bezorgd in zijn gezondheid. Hij was tevens een fervent roker van zowel sigaretten als pijp.
Godfried Bomans stierf op 22 december 1971 op 58-jarige leeftijd aan een hartaanval en werd op de dag voor Kerstmis begraven op het Sint Adelbertskerkhof in Bloemendaal. 
In oktober 2000 schonk Bomans' weduwe Pietsie zijn archief aan het Nederlands Letterkundig Museum.

### Minnaressen
Bomans had tijdens zijn huwelijk diverse liefdesrelaties met andere vrouwen. Hij had tot wel drie minnaressen tegelijkertijd, die dat niet van elkaar wisten. Maria Gude heeft een grote collectie brieven van Bomans laten veilen. Ineke Swanevelt was een andere minnares. Ze was 23 jaar toen ze Bomans, getrouwd en 30 jaar ouder, ontmoette.

## Stijl
Bomans' werk is moeilijk onder één noemer te brengen, maar hij was zeker een groot stilist. Het werk heeft als kenmerk wendbaarheid, een groot gevoel voor humor en een onverslijtbare ironie. Bomans kon zowel zeer ernstig als zeer lichtvoetig schrijven.

## Gedachtegoed
Bomans was katholiek, maar niet streng in de leer. In een brief aan A. van Roon van 26 november 1968 schreef hij dat "geen vernieuwing in de katholieke Kerk mij te hoog gaat en ik met name de ontwikkeling in het celibaat met voldoening gadesla..." Toen Bomans dit noteerde stond het verplichte priestercelibaat ter discussie. In dat jaar verscheen In de kou: over hun roomse jeugd en hoe het hun verder verging, waarin hij openhartig discussieert met geestverwant Michel van der Plas over de teloorgang van katholieke zekerheden.
Tussen links Nederland en Bomans ontstond op 18 juni 1966 een diepe kloof toen Bomans in een column in de Volkskrant onder de titel "De Raddraaiers" het vernielen van de kantoren van het dagblad De Telegraaf veroordeelde (de Telegraafrellen). Boze bouwvakkers waren hiertoe in een pamflet opgeroepen en Bomans heeft de anonieme schrijvers van het pamflet de "hoofdschuldigen" genoemd. Toen vier leden van de maoïstische Rode Jeugd werden gearresteerd keerde heel links Nederland, aangevoerd door Harry Mulisch, zich tegen de "verrader" Bomans.

## Eerbetoon

### Herdenking en onderscheiding

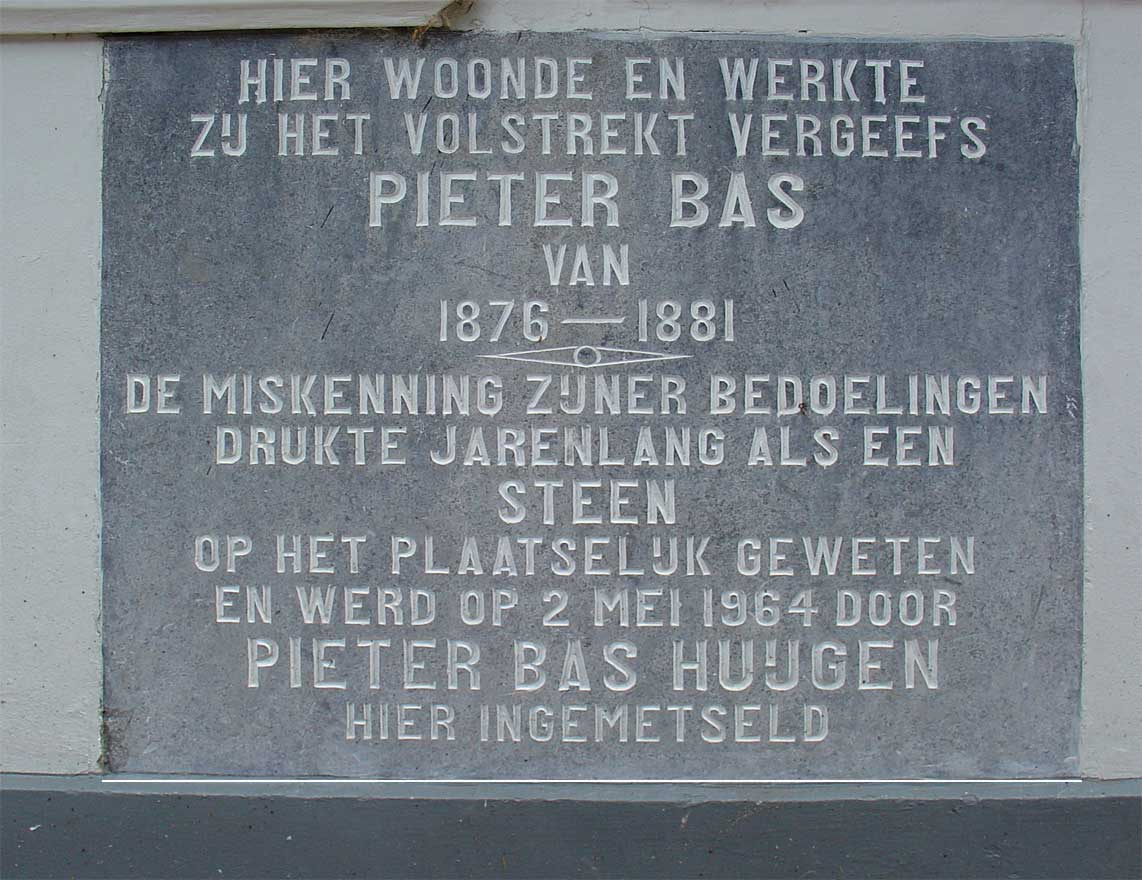
Gedenksteen Pieter Bas Hoge Gouwe 21 te Gouda

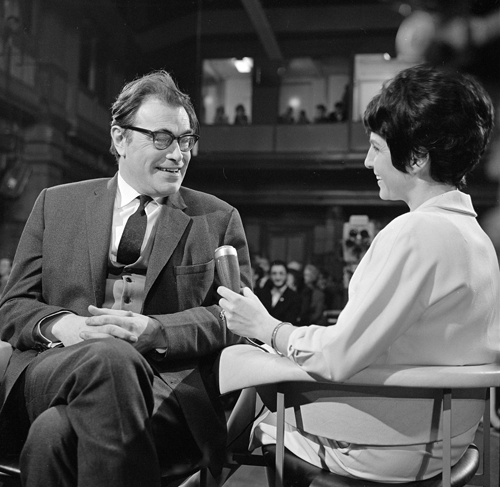
Bomans wordt geïnterviewd door Mies Bouwman, 1968

In 1960 werden in Leiden (in de Breestraat nr. 37) en in 1964 in Gouda (op de Hoge Gouwe 21) gevelstenen onthuld ter herinnering aan het gedenkwaardige verblijf van Pieter Bas in die plaatsen. Beide werden onthuld door Bomans zelf, met passende toespraken.
Op 29 april 1968 ontving Bomans de onderscheiding ridder in de Orde van Oranje-Nassau.
In 1972 werd het Godfried Bomans Genootschap opgericht. In Thijsse's Hof te Bloemendaal staat het beeld Erik op de vlinder, in 1977 gemaakt door Mari Andriessen. Sinds 1982 staat in de Wijngaardtuin, in het centrum van Haarlem, een bronzen beeldje van Bomans, van beeldhouwer Wim Jonker. Bomans' boek Erik of het klein insectenboek werd in 2004 verfilmd door Gidi van Liempd.
Literaire prijzen heeft Bomans nooit ontvangen, maar dat wil niet zeggen dat hij nooit is onderscheiden. In 1987 werd hem, postuum, de Israëlische Yad Vashem-onderscheiding toegekend voor zijn hulp aan joodse onderduikers tijdens de Tweede Wereldoorlog. In 2004 eindigde Bomans als nr. 48 in de verkiezing van de Grootste Nederlander.
Van 19 juni tot en met 5 september 2010 was in Museum De Hallen een tentoonstelling te zien over het leven en werk van Bomans als schrijver, componist en tv-persoonlijkheid. Er werden originele boekillustraties getoond, samen met werk van Bomans' kunstenaarsvrienden zoals Kees Verwey en Mari Andriessen.
Op 2 maart 2013, zijn honderdste geboortedag, werd op de locatie van zijn geboortehuis aan de Bierkade 2a in Den Haag door burgemeester Jozias van Aartsen een bescheiden plaquette onthuld.
Op 15 november 2013 was het jaarlijks symposium van de Jan Campert-Stichting gewijd aan Godfried Bomans en Simon Carmiggelt. Thomas van den Bergh, Henk van Gelder, Jean-Pierre Geelen, Jos Joosten, Kees van Kooten, Jan de Roder en Gé Vaartjes hielden in het Letterkundig Museum voordrachten onder de noemer Bomans en Carmiggelt: twee lichte letterheren.

### Vernoemingen
Godfried Bomans komt in veel plaatsen voor als straatnaam. Daarnaast zijn er diverse scholen naar hem genoemd.
Verder is naar Bomans, net als naar de schrijvers Hella Haasse en Harry Mulisch, een planetoïde genoemd. De vernoeming gebeurde door de Amerikaanse astronoom van Nederlandse afkomst Tom Gehrels, op voordracht van de Haarlemse boekenverzamelaarster Loes Timmerman. De vernoeming werd 5 december 2009 door de Internationale Astronomische Unie (IAU) bekrachtigd.
Planetoïde (23404) Bomans draait op een afstand van 257 miljoen tot 426 miljoen kilometer van de Zon zijn rondjes in de ruimte tussen de planeten Mars en Jupiter en maakt in 3,45 jaar een omloop om de zon. De diameter van de planetoïde bedraagt ongeveer 7 kilometer.

## Enkele anekdotes

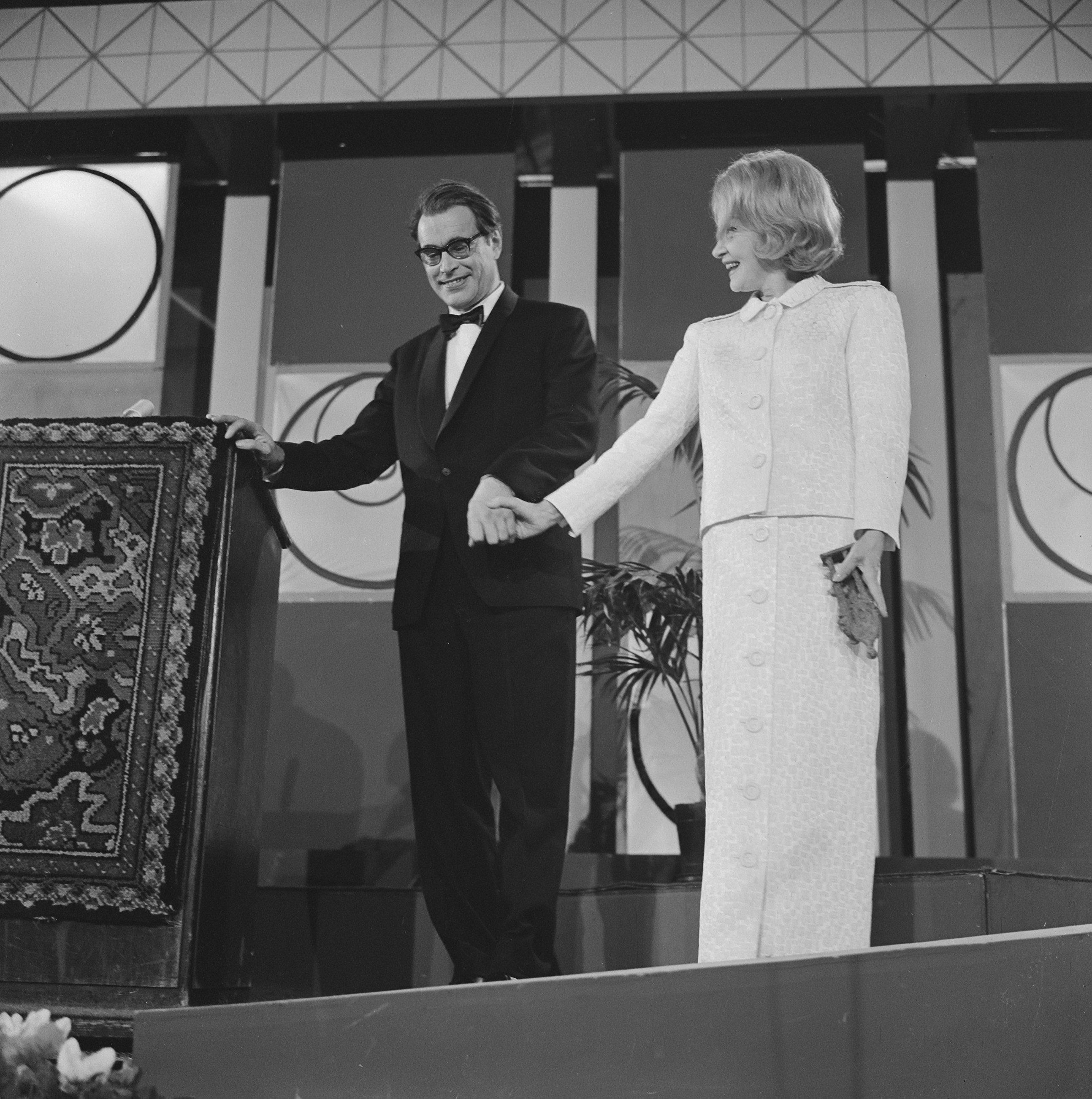
Bomans en Marlene Dietrich (1963)

- Roemrucht in de televisiegeschiedenis is een live commentaar van Bomans. De schrijver werd in oktober 1963 benaderd voor de Edison-uitreiking van het Grand Gala du Disque. Een van de optredende artiesten was Marlene Dietrich. Bomans vertelde een anekdote die eindigde met het beroemd geworden citaat (van 'een heel oud mannetje' dat naast hem in de bioscoop zat): "Had mijn vrouw maar één zo’n been".
- Bomans verhaalde hoe hij samen met zijn drie broers voor het eerst aan carnaval meedeed, samen verkleed als één olifant en elk gestationeerd in één poot. Tijdens het onvermijdelijke oponthoud op een podium hadden de gebroeders Bomans een tafeltje in de buik bevestigd, waarop zij dan klaverjasten. Volgens Bomans was het bovendien als jongste broer zijn taak om, vlak bij het achtereind gezeten, af en toe een gehaktbal door dit eind naar buiten te werpen om een realistisch effect te bereiken. De olifant moet mede daardoor enorme indruk op het publiek gemaakt hebben.[16]
- Sinterklaas speelde hij voor het eerst in 1941, in Nijmegen. Dit optreden als goedheiligman zou hij nog vaak herhalen, soms met verrassend resultaat, bijvoorbeeld wanneer de uit te delen lekkernijen op waren en Sint dan maar eigenmachtig met andersoortig 'lekkers' strooide, zoals een halve of een hele dag vrij van school. Uit een brief aan zijn vriend Harry Prenen uit 1943:

Voor de stad Nijmegen was ik Sint Nicolaas en reed op een schimmel de stad door. Op het bordes van het stadhuis gaf ik de jeugd een dag vrij (vorig jaar een middag), waardoor ik, nog omhuld door den herderlijken toga, een vreeselijke ruzie kreeg met drie hoofden (een daarvan riep, alle eerbied voor Gods heiligen uit het oog verliezend: 'Wat denkt zo'n snotjongen wel!') 
Bomans' carrière als goedheiligman was daarmee zeker niet ten einde. In 1961 bijvoorbeeld vervulde hij de rol in Enkhuizen en in 1967 ging hij als zodanig naar Nederlandse emigranten in Canada. Hij noemde de Kerstman bij die gelegenheid 'een geestelijke zakkenroller'.

## Enkele citaten
Bomans was een geroemd stilist, die bekendstond om zijn kwinkslagen en diepzinnige wijsheden, die hij niet zelden in de vorm van aforismen uitte. Diverse hiervan zijn in de Nederlandse taal blijven hangen: ⁣
- "Schrijven is schrappen." Bomans citeerde hier Willem Elsschot.
- "Waar je ook staat, je staat altijd op iemands tenen."
- "Een statisticus waadde vol vertrouwen door een rivier die gemiddeld één meter diep was. Hij verdronk."[19]
- "When I am dead, / I hope it will be said: / His sins were scarlet, / But his books are read."[20]

### Toneel
- 1933 - Bloed en Liefde (uitgegeven in 1937)
- 1934 - Kroketten (revue t.g.v. inauguratiebal)
- 1939 - Een eeuw achter (spel in twee bedrijven)
- 1939 - De huis-tiran (klucht in twee bedrijven)
- 1941 - Koning Smulpaap (toneelstuk in vier bedrijven)
- 1941 - De drie Koningen (spel)
- 1943 - Het ontbijt van koning Habbeba (sprookjesspel)
- 1944 - De nieuwe kerststal van den pastoor (spel in één bedrijf)
- 1944 - Sint Jeanne d'Arc (spel in één bedrijf)
- 1964 - Bill Clifford (boek bewerkt tot een komische opera op muziek van Jan Mul)
- 1979 - Bloed en liefde (en ander toneelwerk)

### Dagboeken
- 1988 - Dagboek van Rottumerplaat
- 1993 - Dagboek van een gymnasiast (vroege jeugdherinneringen)

### Essays
- 1946 - Moeder de gans
- 1952 - Meesters van de spotprent
- 1970 - De tijd van Dickens
- 1972 - Gesprekken met bekende Nederlanders
- 1973 - Mijmeren met Bomans
- 1975 - Een verdwenen facet van Haarlem
- 1984 - Allerlei van en over de Camera Obscura
- 1994 - Piet Paaltjens of Het drama te Foudgum

### Discografie
- 1954 - Poëzie in beweging (grammofoonplaat)
- 1957 - Bomans, Godfried  - 10"LP - PHILIPS - P 13034 R
- 1960 - Stemmen van schrijvers: Godfried Bomans, Bertus Aafjes (grammofoonplaat)
- 1963 - Draaitafelen met Bomans (Anjerloterij EP) - Anjerfonds VR 021
- 1963 - Oliver!  (grammofoonplaat)
- 1967 - Godfried leest Bomans (grammofoonplaat)
- 1969 - Jongelief/Nacht (grammofoonplaat)
- 1972 - Bomans in triplo - 12"LP - PHILIPS 6440 008
- 1972 - Een hollander ontdekt Vlaanderen - 12"lp - PHILIPS 6451 013
- 1972 - Verhalen door Godfried Bomans - 12"lp - PHILIPS 6440 082
- 1972 - De droomwereld van Godfried Bomans (grammofoonplaat)
- 1975 - Ernst en humor in mijmeringen van Godfried Bomans - 2LP - PHILIPS 6677 030
- 1975 / 1976 / 1977 - Godfried Bomans - De Kopstukken delen 1, 2 en 3 (grammofoonplaten, fragmenten uit het radioprogramma Kopstukken, uitsluitend van Bomans)
- 1975 - Bomans met een glimlach
- 1976 - Bomans met een glimlach 2
- 1977 - Bomans met een glimlach 3
- 1978 - Bomans was de naam - 4LP box PHILIPS 6641 852
- 1988 - Protestant, Godfried Bomans, op cd We blijven lachen : deel 2, CNR QS 900.003-2
- 1988 - Wim Sonneveld interviewt Godfried Bomans op cd We blijven lachen: deel 3, Quintessence QS 900.004-2
- 1996 - Godfried Bomans - De Kopstukken, dubbel-cd, EMI 7243 8 54871 2 5 (heruitgave van de drie gelijknamige delen die eerder op grammofoonplaat werden uitgebracht)
- 2006 - Bomans was de naam, luisterboek op 4 cd's, Rubinstein, ISBN 9054443529
- 2006 - Godfried Bomans. De humor & ernst, luisterboek op 3 cd's, Rubinstein, ISBN 9054445424
- 2006 - Alleen op een eiland : dagboek van een eilandbewoner, Godfried Bomans, Jan Wolkers, Willem Ruis (radioprogramma van Gé Gouwswaard op 6 cd's, oorspronkelijk uitgezonden door de VARA en AVRO-radio in 1971) Rubinstein, ISBN 9054443316
- 2010 - Het Godfried Bomans Luisterboek, 6 cd's, Rubinstein, ISBN 9789047606024
- 2011 - Godfried Bomans over Het geloof in Sinterklaas, luisterboek op 1 cd, Rubinstein, ISBN 978-9-047-61180-6
- 2012 - De humor van Godfried Bomans & Simon Carmiggelt, 2 cd luisterboek, Rubinstein, ISBN 978-9-047-61239-1
- 2013 - Bomans aan boord, luisterboek, Rubinstein, ISBN 978-9-047-613596